# Hannes Reichelt
Hannes Reichelt (Altenmarkt im Pongau, 5 luglio 1980) è un ex sciatore alpino austriaco, uno degli atleti di punta della nazionale austriaca tra gli anni 2000 e gli anni 2010.
Nel suo palmarès figurano tra l'altro un titolo iridato (nel supergigante a Vail/Beaver Creek 2015), una Coppa del Mondo di supergigante e una Coppa Europa.
È marito dell'italiana Larissa Hofer, a sua volta sciatrice alpina di alto livello.

## Biografia

### Stagioni 1996-2004
Nato a Altenmarkt im Pongau e originario di Radstadt, Reichelt ha iniziato a partecipare a gare FIS nell'agosto del 1995 e ha esordito in Coppa Europa il 12 gennaio 1998 ad Altenmarkt-Zauchensee, classificandosi 92º in discesa libera. Ai Mondiali juniores del 2000 ha vinto due medaglie di bronzo, nel supergigante e nella combinata. Il 20 gennaio 2001 ha colto ad Altenmarkt-Zauchensee in supergigante la sua prima vittoria in Coppa Europa, nonché primo podio, e ha esordito in Coppa del Mondo il 7 dicembre dello stesso anno nel supergigante di Val-d'Isère, senza concluderlo.
Alla sua seconda gara in Coppa del Mondo ha conquistato il primo podio: il 20 dicembre 2002, nel supergigante della Val Gardena, si è infatti classificato al 2º posto. Nella stessa stagione ha esordito ai Campionati mondiali, senza tuttavia concludere la prova di supergigante di Sankt Moritz 2003, e ha vinto la classifica di slalom gigante della Coppa Europa 2002-2003, piazzandosi anche al 2º posto sia nella classifica generale, sia in quella di supergigante.

### Stagioni 2005-2008
Nel 2004-2005 ha vinto il trofeo continentale, a pari merito con il norvegese Kjetil Jansrud (conquistando tra l'altro la sua ultima vittoria nel circuito, l'8 marzo a Kranjska Gora in slalom gigante), mentre nella successiva stagione 2005-2006, dopo aver vinto l'impegnativo supergigante della Birds of Prey a Beaver Creek il 1º dicembre, ha partecipato ai XX Giochi olimpici invernali di Torino 2006, suo esordio olimpico, classificandosi 10º nel supergigante. L'anno dopo ai Mondiali di Åre 2007 non ha concluso la prova di slalom gigante.
Il 3 dicembre 2007 ha nuovamente vinto il supergigante di Beaver Creek e al termine di quella stagione 2007-2008 si è aggiudicato la Coppa del Mondo di supergigante. Prima dell'ultima gara, disputata sulla Stelvio di Bormio il 13 marzo, aveva 99 punti di distacco dal leader della classifica provvisoria, l'elvetico Didier Cuche. La vittoria di Reichelt nella gara e il contemporaneo 16º posto di Cuche (che per il regolamento di Coppa del Mondo non comporta l'assegnazione di alcun punto, in quanto nelle gare finali della stagione i punti vengono assegnati solo ai primi quindici classificati) ha determinato il sorpasso, con Reichelt che ha preceduto Cuche di un solo punto nella classifica finale.

### Stagioni 2009-2016
30º nello slalom gigante iridato di Val-d'Isère 2009, nel 2010 è salito per l'ultima volta sul podio in Coppa Europa (2º nello slalom gigante di Kirchberg in Tirol del 17 gennaio) e nel 2011 ha vinto la medaglia d'argento nel supergigante ai Mondiali di Garmisch-Partenkirchen, giungendo 2º alle spalle dell'italiano Christof Innerhofer, e si è classificato 16º nella discesa libera. Nella stagione 2012-2013, dopo aver vinto la discesa libera di Coppa del Mondo disputata sulla Stelvio di Bormio il 29 dicembre, ai Mondiali di Schladming 2013 è stato 4º nel supergigante e non ha concluso la discesa libera.
Il 25 gennaio 2014 ha vinto la discesa libera di Kitzbühel, disputata sulla prestigiosa pista Streif. Pochi giorni dopo ha subito un'operazione d'urgenza per un'ernia del disco che l'ha costretto a mancare l'appuntamento olimpico di Soči 2014, per il quale era stato convocato. A fine stagione è risultato comunque 2º nella Coppa del Mondo di discesa libera, anche se staccato di 210 punti dal norvegese Aksel Lund Svindal. Nella stagione successiva, dopo essersi nuovamente aggiudicato il supergigante della Birds of Prey (il 6 dicembre) e aver vinto un'altra classica dello sci alpino, la discesa libera della Lauberhorn di Wengen (il 18 gennaio), ai Mondiali di Vail/Beaver Creek 2015 ha vinto la medaglia d'oro nel supergigante ed è stato 13º nella discesa libera. Nel finale di stagione ha vinto anche la discesa libera della Kandahar a Garmisch-Partenkirchen (il 28 febbraio) e a fine annata è risultato, come l'anno prima, 2º nella Coppa del Mondo di discesa libera, superato di 94 punti da Jansrud.

### Stagioni 2017-2021
Ai Mondiali di Sankt Moritz 2017 si è classificato 17º nella discesa libera e 10º nel supergigante; il 16 marzo dello stesso anno ha colto ad Aspen in supergigante l'ultima vittoria in Coppa del Mondo. L'anno dopo ha conquistato l'ultimo podio in Coppa del Mondo, il 20 gennaio a Kitzbühel in discesa libera (3º), e ha preso parte ai XXIII Giochi olimpici invernali di Pyeongchang 2018, sua ultima presenza olimpica, dove si è classificato 12º nella discesa libera e 11º nel supergigante.
Ai Mondiali di Åre 2019, sua ultima presenza iridata, è stato 29º nella discesa libera e non ha completato il supergigante; il 28 dicembre dello stesso anno, durante la discesa libera disputata sulla Stelvio di Bormio valida per la Coppa del Mondo di sci alpino 2020, si è infortunato  e ha riportato la rottura del legamento crociato anteriore e della capsula del legamento esterno del ginocchio destro. Si è ritirato al termine della stagione 2020-2021 e la sua ultima gara è stata il supergigante di Coppa del Mondo disputato il 6 febbraio a Garmisch-Partenkirchen, chiuso da Reichelt al 17º posto.

## Palmarès

### Mondiali
- 2 medaglie:
  - 1 oro (supergigante a Vail/Beaver Creek 2015)
  - 1 argento (supergigante a Garmisch-Partenkirchen 2011)

### Mondiali juniores
- 2 medaglie:
  - 2 bronzi (supergigante, combinata a Québec 2000)

### Coppa del Mondo
- Miglior piazzamento in classifica generale: 5º nel 2012
- Vincitore della Coppa del Mondo di supergigante nel 2008
- 44 podi:
  - 13 vittorie
  - 13 secondi posti
  - 18 terzi posti

#### Coppa del Mondo - vittorie
| Data             | Località               | Paese       | Specialità |
| ---------------- | ---------------------- | ----------- | ---------- |
| 1º dicembre 2005 | Beaver Creek           | Stati Uniti | SG         |
| 3 dicembre 2007  | Beaver Creek           | Stati Uniti | SG         |
| 23 febbraio 2008 | Whistler               | Canada      | GS         |
| 13 marzo 2008    | Bormio                 | Italia      | SG         |
| 5 febbraio 2011  | Hinterstoder           | Austria     | SG         |
| 29 dicembre 2012 | Bormio                 | Italia      | DH         |
| 25 gennaio 2014  | Kitzbühel              | Austria     | DH         |
| 6 dicembre 2014  | Beaver Creek           | Stati Uniti | SG         |
| 18 gennaio 2015  | Wengen                 | Svizzera    | DH         |
| 28 febbraio 2015 | Garmisch-Partenkirchen | Germania    | DH         |
| 7 marzo 2015     | Lillehammer Kvitfjell  | Norvegia    | DH         |
| 28 gennaio 2017  | Garmisch-Partenkirchen | Germania    | DH         |
| 16 marzo 2017    | Aspen                  | Stati Uniti | SG         |

Legenda:

DH = discesa libera

SG = supergigante

GS = slalom gigante

#### Coppa del Mondo - gare a squadre
- 2 podi:
  - 1 secondo posto
  - 1 terzo posto

### Coppa Europa
- Vincitore della Coppa Europa nel 2005
- Vincitore della classifica di slalom gigante nel 2003
- 28 podi:
  - 13 vittorie
  - 8 secondi posti
  - 7 terzi posti

#### Coppa Europa - vittorie
| Data             | Località              | Paese     | Specialità |
| ---------------- | --------------------- | --------- | ---------- |
| 20 gennaio 2001  | Altenmarkt-Zauchensee | Austria   | SG         |
| 11 marzo 2002    | La Clusaz             | Francia   | SG         |
| 27 novembre 2002 | Levi                  | Finlandia | GS         |
| 28 novembre 2002 | Levi                  | Finlandia | GS         |
| 10 dicembre 2002 | San Vigilio           | Italia    | GS         |
| 13 gennaio 2003  | Lech                  | Austria   | SG         |
| 13 febbraio 2003 | Sella Nevea           | Italia    | SG         |
| 26 gennaio 2005  | Tarvisio              | Italia    | DH         |
| 27 gennaio 2005  | Tarvisio              | Italia    | DH         |
| 28 gennaio 2005  | Tarvisio              | Italia    | SG         |
| 14 febbraio 2005 | Sella Nevea           | Italia    | SG         |
| 17 febbraio 2005 | Oberjoch              | Germania  | GS         |
| 8 marzo 2005     | Kranjska Gora         | Slovenia  | GS         |

Legenda:

DH = discesa libera

SG = supergigante

GS = slalom gigante

### Campionati austriaci
- 12 medaglie[6]:

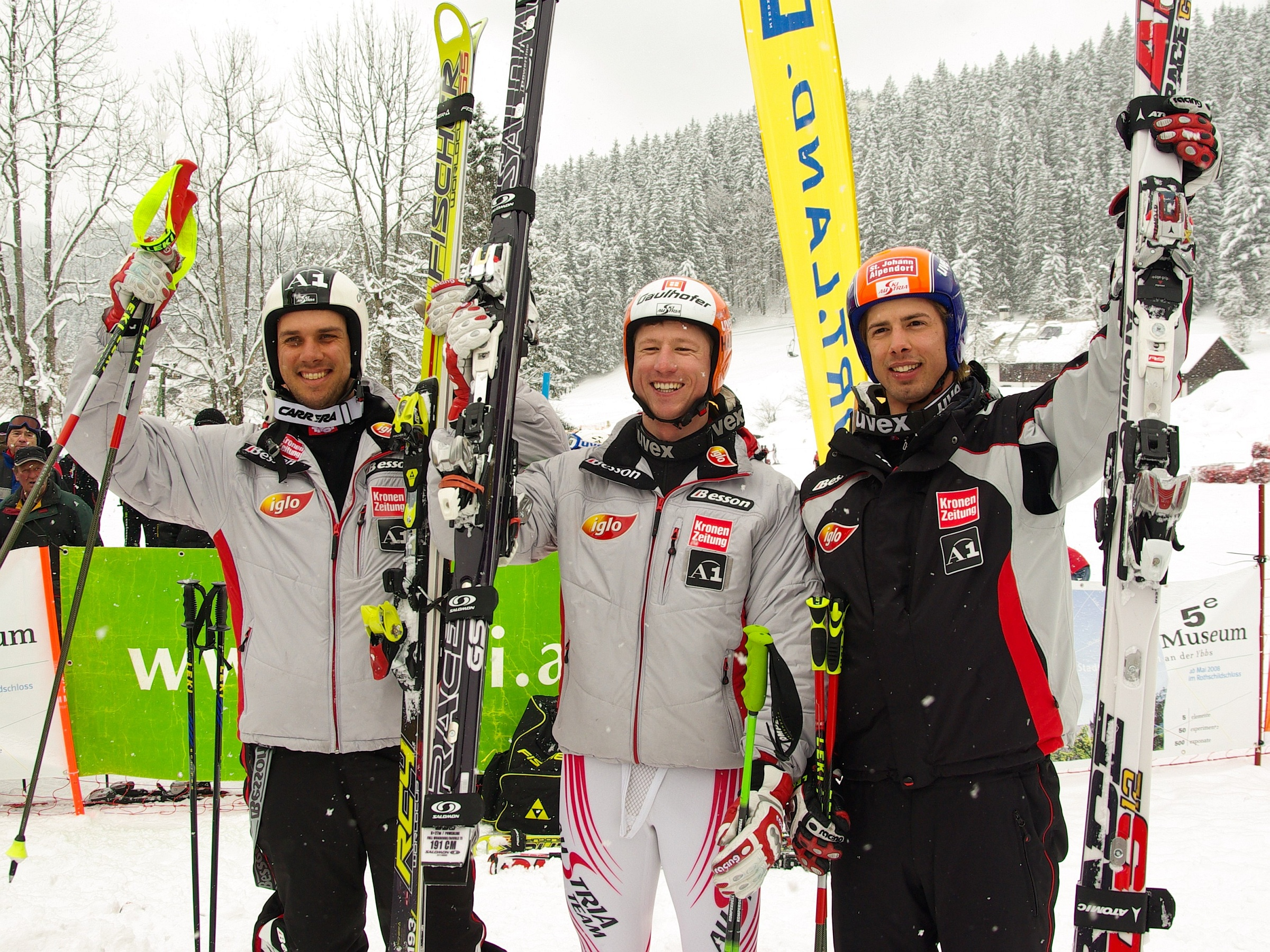
Il podio dello slalom gigante ai Campionati austriaci di sci alpino 2009, con Hannes Reichelt (oro, al centro) tra Mario Matt (argento, a sinistra) e Joachim Puchner (bronzo, a destra)

  - 7 ori (combinata nel 2003; slalom gigante nel 2006; supergigante, slalom gigante nel 2009; supergigante nel 2012; supergigante nel 2016; discesa libera nel 2017)
  - 4 argenti (supergigante nel 2002; slalom gigante nel 2008; discesa libera, slalom gigante nel 2010)
  - 1 bronzo (discesa libera nel 2003)

### Campionati austriaci juniores
- 3 medaglie[6]:
  - 2 argenti (slalom gigante nel 1999; supergigante nel 2000)
  - 1 bronzo (discesa libera nel 2000)

## Statistiche

### Podi in Coppa del Mondo
| Stagione/Specialità | Discesa libera | Discesa libera | Discesa libera | Supergigante | Supergigante | Supergigante | Slalom gigante | Slalom gigante | Slalom gigante | Podi totali |
| ------------------- | -------------- | -------------- | -------------- | ------------ | ------------ | ------------ | -------------- | -------------- | -------------- | ----------- |
| Stagione/Specialità | 1º             | 2º             | 3º             | 1º           | 2º           | 3º           | 1º             | 2º             | 3º             | Podi totali |
| 2002                |                |                |                |              |              |              |                |                |                | 0           |
| 2003                |                |                |                |              | 1            | 1            |                |                |                | 2           |
| 2004                |                |                |                |              |              |              |                |                |                | 0           |
| 2005                |                |                |                |              |              |              |                |                |                | 0           |
| 2006                |                |                |                | 1            |              | 1            |                |                |                | 2           |
| 2007                |                |                |                |              |              |              |                |                |                | 0           |
| 2008                |                |                |                | 2            | 1            |              | 1              |                | 1              | 5           |
| 2009                |                |                |                |              |              |              |                |                | 1              | 1           |
| 2010                |                |                |                |              | 1            |              |                |                |                | 1           |
| 2011                |                |                |                | 1            |              |              |                |                |                | 1           |
| 2012                |                | 1              | 3              |              |              |              |                | 2              | 1              | 7           |
| 2013                | 1              |                | 2              |              |              | 1            |                |                |                | 4           |
| 2014                | 1              | 3              |                |              |              | 1            |                |                |                | 5           |
| 2015                | 3              |                | 1              | 1            |              | 1            |                |                |                | 6           |
| 2016                |                | 2              |                |              |              | 1            |                |                |                | 3           |
| 2017                | 1              |                |                | 1            | 2            |              |                |                |                | 4           |
| 2018                |                |                | 1              |              |              | 2            |                |                |                | 3           |
| 2019                |                |                |                |              |              |              |                |                |                | 0           |
| 2020                |                |                |                |              |              |              |                |                |                | 0           |
| 2021                |                |                |                |              |              |              |                |                |                | 0           |
| Totale              | 6              | 6              | 7              | 6            | 5            | 8            | 1              | 2              | 3              | 44          |
| Totale              | 19             | 19             | 19             | 19           | 19           | 19           | 6              | 6              | 6              | 44          |